# Marquesado de Algecilla
El marquesado de Algecilla es un título de la Corona de Castilla, concedido por Juan II, a Diego Hurtado de Mendoza y de la Cerda, que ostentaba también los títulos de I duque de Francavilla, II conde de Mélito y I príncipe de Melito, conde de Aliano, Grande de Castilla, Gran Justicia del Reino de Nápoles, virrey de Aragón, gobernador de Cataluña, virrey de Valencia, consejero de Estado y Guerra y presidente del Consejo de Italia.

## Antecedentes del Marquesado de Algecilla[1]
En el siglo XI, tras la reconquista, Argecilla pasó a formar parte de los fueros de Atienza. Ya en la Edad Media, siglo XIV, Argecilla tuvo su primer señor feudal Ruy Pérez de Atienza, canciller de Castilla, a modo de donación. Pasó después al segundo señor Íñigo López de Orozco, que fue también señor de Escamilla, Pinto, Orija, Santa Olalla, Galva, Robredarcas, Tamajon o Miedes. A partir de éste se sucedieron varios nombres, en 1375, Teresa López, hija de Íñigo López de Orozco, luego a su hijo Diego Hurtado de Mendoza, almirante mayor de Castilla, fruto de su matrimonio con Pedro González de Mendoza, quien en 1380 fundó mayorazgo, en el que incluyó Argecilla. 
En 1404 heredó Aldonza de Mendoza y más tarde su hermano Íñigo López de Mendoza, I marqués de Santillana, I conde del Real de Manzanares, quien se lo deja a su hijo Pedro González, cardenal de España y más tarde pasa a manos de Diego Hurtado de Mendoza y de la Cerda, I duque de Francavilla, II conde de Mélito, este dejó en herencia Algecilla a Ana de Mendoza y de la Cerda, cuya madre fue Ana de la Cerda, señora de Pastrana. Ana de Mendoza de la Cerda llegó a duquesa de Pastrana junto con su marido Ruy Gómez de Silva, obtuvieron el título de príncipes de la tierra de Éboli, de la mano de Felipe II el 1 de julio de 1559. Se sucedieron entonces la saga de los Silva y Mendoza, más tarde se unió a los duques del Infantado y con los de Osuna, hasta que se disolvieron los señoríos en el siglo XIX.

## Marqueses de Algecilla
| Creación por Juan II de Castilla | Creación por Juan II de Castilla                           | Creación por Juan II de Castilla |
| N.º                              | Titular                                                    | Periodo                          |
| -------------------------------- | ---------------------------------------------------------- | -------------------------------- |
| I                                | Diego Hurtado de Mendoza y de la Cerda                     |                                  |
| II                               | Ana de Mendoza, princesa de Éboli                          |                                  |
| III                              | Rodrigo de Silva y Mendoza                                 |                                  |
| IV                               | Ruy Gómez de Silva y Mendoza de la Cerda                   |                                  |
| V                                | Rodrigo de Silva y Mendoza                                 |                                  |
| VI                               | Gregorio María Domingo de Silva y Mendoza y Sandoval       |                                  |
| VII                              | Juan de Dios y de Santa María de Silva Mendoza y Sandoval  |                                  |
| VIII                             | María Francisca Silva y Mendoza Hurtado de Mendoza         |                                  |
| IX                               | Pedro de Alcántara Álvarez de Toledo y Silva Mendoza       |                                  |
| X                                | Pedro de Alcántara Álvarez de Toledo                       |                                  |
| XI                               | Francisco de Borja Tellez-Girón y Pimentel                 |                                  |
| XII                              | Pedro de Alcantara Maria Tomas Tellez-Giron y Beaufort     |                                  |
| XIII                             | Mariano Francisco Tellez-Giron y Beaufort                  |                                  |
| XIV                              | Fernando de Arteaga y Silva                                |                                  |
| XV                               | María de la Concepción de Arteaga y Gutiérrez de la Concha |                                  |
| XVI                              | Inés María de Arteaga y Gutiérrez de la Concha             |                                  |
| XVII                             | Roberto Sánchez de Ocaña y Arteaga                         |                                  |